# 沛鑫能源科技
沛鑫能源科技股份有限公司（Foxsemicon Integrated Technology Inc.），簡稱沛鑫能源科技、FITI，為臺灣的鴻海科技集團所成立的子公司，成立於2001年4月26日，董事長兼總經理為曹治中，總公司設立於新竹科學園區竹南基地。沛鑫能源科技以生產研發高性能材料、奈米設備為基礎，提供半導體產業、液晶顯示器產業所使用的設備模組與元件。

## 沿革
2001年4月26日，鴻海企業集團成立沛鑫半導體工業股份有限公司，實收資本額為新台幣100萬元，為鴻海企業集團朝半導體產業發展所成立的子公司。2001年6月，沛鑫半導體實收資本額增為新台幣2億元。2002年2月，沛鑫半導體成立美國分公司。2002年3月，國科會核准沛鑫半導體在新竹科學園區設廠。2002年4月，沛鑫半導體成為國際半導體設備材料產業協會（Semiconductor Equipment and Materials International；SEMI）會員。2002年6月，沛鑫半導體遷入新竹科學園區，成為台灣半導體產業協會（Taiwan Semiconductor Industry Association；TSIA）會員。2002年7月，沛鑫半導體取得新竹科學園區管理局核准租用新竹科學園區竹南基地土地，自建廠房。2002年8月，沛鑫半導體實收資本額增為新台幣5億元，並於中國大陸間接投資沛鑫半導體工業（昆山）有限公司。2004年5月，沛鑫半導體於中國大陸間接投資富士邁半導體精密工業（上海）有限公司。2004年6月，沛鑫半導體股票上市。2004年12月27日，沛鑫半導體股票轉興櫃，興櫃股票代號為3413。2007年4月，沛鑫半導體成立半導體照明事業群，生產LED照明與顯示設備。2009年7月3日，沛鑫半導體改名為沛鑫能源科技股份有限公司。

## 外部連結
- 沛鑫能源科技 （页面存档备份，存于）